# فروشگاه لباس زنانه
فروشگاه لباس زنانه (انگلیسی: The Gown Shop) یک فیلم کمدی صامت کوتاه آمریکایی به کارگردانی لری سمون است که در سال ۱۹۲۳ منتشر شد. از بازیگران این فیلم می‌توان به اولیور هاردی، لری سمون، کتلین مایرز، ویلیام هابر، فرانک هیز، دوروثیا والبرت، اوتو لدرر، اسپنسر بل و جو راک اشاره کرد.